# Terrazas del Obispado (Blois)
Las Terrazas del Obispado (en francés: jardins de l'Évêché) son un jardín público contiguo al ayuntamiento de Blois, en el centro de Francia. Ofrece una vista despejada del valle del Loira y del antiguo suburbio de Vienne, al otro lado del río Loira.

## Historia
A finales del siglo XVII, el papa Inocencio XII creó un obispado en Blois. El primer obispo nombrado fue David Nicolas de Bertier en 1697.Al no saber dónde instalar su sede, buscó en la ciudad una iglesia que pudiera convertirse en catedral. Se dirigió a la iglesia de San Solen, que se encontraba en las últimas fases de reconstrucción.
La nueva catedral, dedicada a San Luis, se inauguró en 1700. Tras la instalación del obispo, a lo largo de la primera mitad del siglo XVIII se trazaron en el lugar jardines en terrazas. Sin embargo, el espacio dedicado a la catedral y sus alrededores aún no estaba totalmente definido. Por este motivo, el segundo obispo de Blois, François Lefebvre de Caumartin, compró los terrenos adyacentes circa 1720.
A lo largo del siglo XVIII, los diferentes obispos de Blois embellecieron el obispado y sus jardines. Uno de ellos, Amédée de Lauzières de Thémines, concibió en 1730 un gran proyecto que permitiría acceder a las terrazas del palacio episcopal por el actual Quai Saint-Jean, con el fin de tener un acceso más fácil a la residencia. Para llevar a cabo este proyecto, era necesario comprobar la solidez de los muros. Sin embargo, en 1753, un muro amenazó con derrumbarse y fue entonces cuando se llevaron a cabo consolidaciones urgentes, consistentes en pequeñas terrazas intermedias. En 1770, el obispo May de Termont se instaló en el palacio episcopal. Contrató a Jean-Baptiste Collet, arquitecto e interventor de los edificios del rey.

## Los jardines actuales
A pesar de algunos cambios en la vegetación, el jardín actual se parece mucho al original, tal y como se muestra en un plano de 1793. La superficie se ha reducido hacia el noreste debido a la venta de una parte del huerto durante la Revolución Francesa.
Las terrazas fueron remodeladas en 1991 para incluir una rosaleda, un jardín de los sentidos y un jardín aromático. La rosaleda de las Terrazas del Obispo está situada en la terraza inferior: ofrece colores vivos y múltiples fragancias a partir de la primavera. El jardín de los sentidos es un espacio semicerrado con vistas al casco antiguo y al río Loira. Se encuentra en el parque, detrás del actual ayuntamiento.